# Ninox meeki
Ninox meeki е вид птица от семейство Совови (Strigidae).

## Разпространение
Видът е разпространен в Папуа Нова Гвинея.